# Krieglsteinera lasiosphaeriae
Krieglsteinera lasiosphaeriae är en svampart som beskrevs av Pouzar 1987. Krieglsteinera lasiosphaeriae ingår i släktet Krieglsteinera och familjen Heterogastridiaceae.   Inga underarter finns listade i Catalogue of Life.

## Bildgalleri

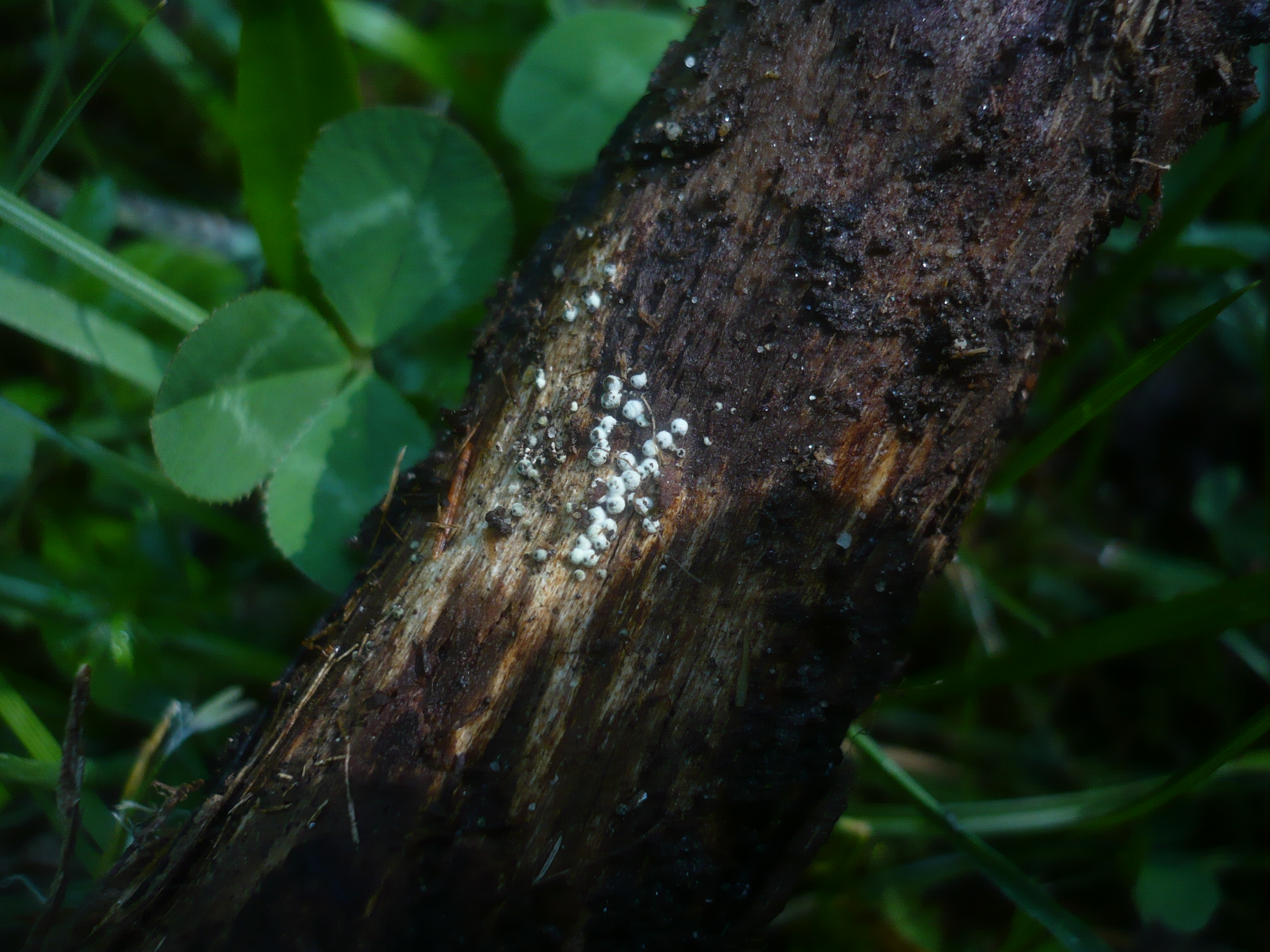